# Časovka mužských týmů na Mistrovství světa v silniční cyklistice 2013
Časovka mužských týmů na mistrovství světa v silniční cyklistice 2013 proběhla 22. září 2013.
Trať byla dlouhá 57, 2 km a start proběhl ve městě Montecatini Terme a cíl byl ve Florencii. Mistrem se stal belgický tým OmegaPharma - Quick Step

## Konečné pořadí
Na start se postavilo celkem 35 týmů, které se kvalifikovali podle žebříčku UCI, mezi nimi byl i český tým Etixx-IHNed, který se umístil na 25. místě se ztrátou 5 minut a 19 sekund na vítěze
| Umístění | Tým                            | Čas                |
| -------- | ------------------------------ | ------------------ |
|          | Omega Pharma-Quick Step        | 1 h 14 min 16,81 s |
|          | Orica-GreenEDGE                | + 0,81 s           |
|          | Team Sky                       | + 22,25 s          |
| 4        | BMC Racing Team                | + 1 min 2,71 s     |
| 5        | RadioShack-Leopard             | + 1 min 17,53 s    |
| 6        | Astana                         | + 1 min 21,14 s    |
| 7        | Cannondale                     | + 1 min 28,71 s    |
| 8        | Garmin-Sharp                   | + 2 min 1,94 s     |
| 9        | Team Saxo-Tinkoff              | + 2 min 14,17 s    |
| 10       | Movistar Team                  | + 2 min 31,03 s    |
| 11       | Team Katusha                   | + 2 min 45,80 s    |
| 12       | Belkin Pro Cycling             | + 2 min 49,01 s    |
| 13       | Lotto-Belisol                  | + 3 min 01,19 s    |
| 14       | Argos-Shimano                  | + 3 min 6,86 s     |
| 15       | FDJ.fr                         | + 3 min 19,38 s    |
| 16       | Vacansoleil-DCM                | + 3 min 38,44 s    |
| 17       | Lampre-Merida                  | + 3 min 56,81 s    |
| 18       | Euskaltel-Euskadi              | + 3 min 59,95 s    |
| 19       | Rabobank Development Team      | 4 min 28,79 s      |
| 20       | Adria Mobil                    | + 4 min 34,43 s    |
| 21       | CCC Polsat Polkowice           | + 4 min 40,49 s    |
| 22       | Topsport Vlaanderen-Baloise    | + 4 min 54,80 s    |
| 23       | Optum-Kelly Benefit Strategies | + 5 min 9,48 s     |
| 24       | Ag2r-La Mondiale               | + 5 min 18,92 s    |
| 25       | Etixx-IHNed                    | + 5 min 19,71 s    |
| 26       | MTN Qhubeka                    | + 5 min 20,60 s    |
| 27       | Team Cult Energy               | + 5 min 27,50 s    |
| 28       | Kolss Cycling Team             | + 5 min 27,99 s    |
| 29       | Vini Fantini-Selle Italia      | + 5 min 28,99 s    |
| 30       | Cycling Team De Rijke-Shanks   | + 5 min 42,36 s    |
| 31       | BDC-Marcpol Team               | + 6 min 7,57 s     |
| 32       | Gourmetfein-Simplon            | + 7 min 13,42 s    |
| 33       | Utensilnord Ora24.eu           | + 7 min 55,62 s    |
| 34       | Cycling Team Jo Piels          | + 8 min 34,65 s    |
| 35       | Vélo Club SOVAC                | + 11 min 51,68 s   |